# Sirajganj
Pour le district, voir Sirajganj (district).
Sirajganj est une ville du Bangladesh qui aurait une population de 156 080 habitants en 2012.